# ناتالی کسابیان
ناتالی کِسابیان (ارمنی: Նատալի Քեսաբյան) یک تهیه‌کننده فیلم ارمنی-آمریکایی اهل لس‌آنجلس است. وی بیشتر به عنوان تهیه‌کننده فیلم‌های جستجو، همه چیز دربارهٔ نینا و فرار شناخته می‌شود.

## اوایل زندگی
کسابیان در دانشکده هنرهای سینمایی دانشگاه کالیفرنیای جنوبی تحصیل کرد.
اندکی پس از فارغ‌التحصیلی، او فیلم کوتاهی با عنوان Join the Club به کارگردانی اوا ویوس تولید کرد که برای اولین بار در جشنواره فیلم ساندنس به نمایش درآمد. قصابیان همچنین به دریافت مدرک MBA در تجارت از دانشگاه پپردین پرداخت.